# Dryocalamus philippinus
Dryocalamus philippinus är en ormart som beskrevs av Griffin 1909. Dryocalamus philippinus ingår i släktet Dryocalamus och familjen snokar. IUCN kategoriserar arten globalt som sårbar. Inga underarter finns listade i Catalogue of Life.
Arten är bekräftad från två mindre öar i västra Filippinerna. Enligt äldre berättelser hittas den även i andra delar av landet. Dryocalamus philippinus vistas i låglandet och i kulliga områden upp till 500 meter över havet. Habitatet utgörs av fuktiga skogar där individerna klättrar i träd.